# ČSD-Baureihe T 200.0
Die Fahrzeuge der ČSD-Baureihe T 200.0 gehörten zu den sogenannten Breuer-Traktoren Gattung TZp IV und waren 1931 von Univesa in Prag als Lizenz der ehemaligen Breuer-Werke hergestellt.
Sie wurden damals in das Baureihenschema der einstigen Tschechoslowakischen Staatsbahnen (ČSD) aufgenommen, obwohl sie Verschubgeräte für den Anschlussverkehr auf Werkgleisen waren.

## Geschichte
Breuer-Traktoren entstanden in großer Stückzahl in insgesamt fünf verschiedenen Ausführungen, einige Referenzlisten geben eine Zahl von über 500 Fahrzeugen an. Viele Fahrzeuge wurden in Lizenz im Ausland hergestellt, so diese beiden Fahrzeuge der einstigen Tschechoslowakischen Staatsbahnen ČSD. Bei der Staatsbahn erfüllten sie nicht die erwarteten Ergebnisse im Verschub, weil ihr Gewicht zu leicht und die Bedienung für den rauen Rangierdienst etwas zu umständlich war. Sie waren unter anderem in Prag, Děčín oder Kořenov im Einsatz.
Beide Exemplare an verschiedene Werke verkauft, wo sie sich im Werksverschub gut bewährten. Das zeigt ihre lange Lebensdauer. Der T 200.001 wurde 1938 an das Hüttenunternehmen in Vítkovice (Ostrava) verkauft, nach 1945 kam er in eine Fabrik in Ústí nad Labem. Vom T 200.002 ist bekannt, dass er 1946 an die ehemalige Fa. Graf in Byšice (Okres Mělník) gelangte. Dieser Betrieb wurde später umbenannt in Vitana. Dort war das Fahrzeug im Dienst bis 1973. Heute ist er Eigentum des Technisches Nationalmuseum in Prag und im Heizhaus Chomutov zu besichtigen.

## Technische Merkmale
Die Maschinenanlage hatte einen 65-PS-Benzinmotor mit mechanischer Kraftübertragung, die unter dem schmalen Führerhaus des Fahrzeuges untergebracht war.
Das Fahrzeug war ohne Puffer, der Fahrzeugführer besorgte auch das Kuppeln. Ursprünglich besaßen sie eine hydraulische Hubvorrichtung, die beim Kuppeln unter die Pufferbohle des angehängten Wagens griff, um das Reibungsgewicht des Fahrzeuges zu erhöhen. Später wurde die Hubvorrichtung auch mechanisch angetrieben.